# Jeremías Sandrini
Jeremías Sandrini (Rosario, Provincia de Santa Fe, 3 de mayo de 1993) es un baloncestista argentino que actualmente juega para Argentino de Junín de la Liga Nacional de Básquet de Argentina.

## Trayectoria

### Clubes
| Club                        | País      | Año             |
| --------------------------- | --------- | --------------- |
| Náutico Sportivo Avellaneda | Argentina | 2009 - 2012     |
| Sionista                    | Argentina | 2012 - 2016     |
| La Unión de Formosa         | Argentina | 2016 - 2018     |
| Estudiantes de Olavarría    | Argentina | 2018 - 2021     |
| Independiente BBC           | Argentina | 2021 - 2022     |
| Argentino de Junín          | Argentina | 2022 - 2023     |
| Unión de Santa Fe           | Argentina | 2023 - 2024     |
| Jorge Guzmán                | Ecuador   | 2024            |
| La Unión de Formosa         | Argentina | 2024 - 2025     |
| Argentino de Junín          | Argentina | 2025 - Presente |

## Selección nacional
Sandrini fue varias veces convocado a los seleccionados juveniles de baloncesto de Argentina, pero no llegó a disputar ningún torneo oficial con el equipo nacional.
En 2017 fue parte del combinado argentino que intervino en el torneo de baloncesto de la XXIX Universiada, organizado en la ciudad de Taipéi. 

## Vida privada
Sandrini es primo de los futbolistas Giovani Lo Celso y Francesco Lo Celso.